# Вікові дерева груші і дуба
Вікові дерева груші і дуба — ботанічна пам'ятка природи місцевого значення. Об'єкт розташований поблизу села Поминик Уманського району Черкаської області, урочище «Рогова».
Площа — 0,1 га, статус отриманий у 1972 році.